# Corrhenes stigmatica
Corrhenes stigmatica là một loài bọ cánh cứng trong họ Cerambycidae.